# Westfield (Iowa)
Pour les articles homonymes, voir Westfield.
Westfield est une ville du comté de Plymouth, en Iowa, aux États-Unis. Elle est incorporée le 27 mai 1903.

## Source de la traduction
- (en) Cet article est partiellement ou en totalité issu de l’article de Wikipédia en anglais intitulé « Westfield, Iowa » (voir la liste des auteurs).